# Boira (Haemoo)
Boira (Haemoo) (en coreà: 해무; romanització revisada del coreà: Haemoo) és una pel·lícula sud-coreana de 2014 dirigida per Shim Sung-bo. La pel·lícula està adaptada de l'obra teatral de 2007 Haemoo, que, al seu torn, es basava en la història real de 25 immigrants il·legals coreano-xinesos que van morir asfixiats al dipòsit d'emmagatzematge del pesquer Taechangho; els seus cossos van ser llençats per la tripulació del vaixell al mar al sud-oest de Yeosu el 7 d'octubre de 2001. La pel·lícula es va subtitular al català.
Va ser seleccionada com a candidata de Corea del Sud per a l'Oscar a la millor pel·lícula de parla no anglesa als Premis Oscar de 2014 i als 72ns Premis Globus d'Or, però no va ser nominada.

## Argument
El vaixell pesquer Jeonjinho de 69 tones no aconsegueix capturar tants peixos com esperava la seva tripulació. Per guanyar més diners, la tripulació decideix introduir trenta immigrants il·legals a Corea. Però les coses no surten segons el previst quan el Jeonjinho es troba amb una forta boira, pluja i onades en el seu viatge de tornada, alhora que és perseguit per un vaixell de la Policia Marítima de Corea del Sud. Per ordres del capità, diversos membres de la tripulació amaguen els immigrants il·legals dins del dipòsit de pesca, on corren el perill de morir asfixiats. Enmig del caos, el membre més jove de la tripulació, Dong-sik, intenta protegir una jove emigrant de la qual s'enamoraria.

## Repartiment
- Kim Yoon-seok com al capità Cheol-joo
- Park Yoochun com a Dong-sik
- Lee Hee-joon com a Chang-wook
- Moon Sung-keun com a enginyer en cap Wan-ho
- Kim Sang-ho com a contramaestre Ho-young
- Yoo Seung-mok com a Kyung-gu
- Han Ye-ri com a Hong-mae
- Jung In-gi com a Oh-nam
- Kim Young-woong com a Gil-soo
- Yeom Hye-ran com a dona de l'armador

## Producció
La pel·lícula és el primer llargmetratge dirigit per Shim Sung-bo, que va coescriure el guió de Sarinui chueok amb el director Bong Joon-ho. Bong és el productor d'aquesta pel·lícula.
Kim Yoon-seok va ser escollit per primera vegada en el paper del capità del vaixell el juny de 2013. Song Joong-ki es va oferir originalment per protagonitzar Kim, però va haver de rebutjar el paper quan va rebre els seus documents d'allistament per al servei militar obligatori. El cantant i actor de K-pop Park Yoochun va ser elegit l'agost de 2013, en el seu debut a la gran pantalla. El rodatge va començar el 6 d'octubre de 2013, amb ubicacions a Masan, Goyang, Busan i Ulsan, i va acabar el 6 de març de 2014.
Amb un pressupost de 10 milions de dòlars dels Estats Units, la pel·lícula es va presentar per a la venda anticipada a l'American Film Market el novembre de 2013. La primera roda de premsa oficial va tenir lloc l'1 de juliol de 2014.

## Taquilla
Haemoo es va estrenar a Corea del Sud el 13 d'agost de 2014. Va arribar a les 1.084.375 entrades després d'una setmana.

## Recepció crítica
L'agregador de ressenyes Rotten Tomatoes va informar que el 77% dels crítics han donat a la pel·lícula una crítica positiva basada en 13 crítiques, amb una valoració mitjana de 6,17/10. A Metacritic, la pel·lícula té una puntuació mitjana ponderada de 61 sobre 100 basada en 6 crítiques, que indica "crítiques generalment favorables". The Hollywood Reporter va descriure la pel·lícula com "Un possible malson fascinant enfosquit per concessions a convencions de gran èxit." Es va elogiar la cinematografia de Hong Kyung-pyo i el disseny de producció de Lee Ha-joon com a "eficaç per ressaltar les diferències entre les terres de gran, port fred i els entorns implacables del mar i l'interior estret del vaixell de pesca", però va criticar la manca de subtilesa i reflexió del director Shim Sung-bo, "amb Haemoo subscrivint-se a moltes de les convencions tant de les èpiques de desastres com de la venjança, drama i l'excés de dependència d'un romanç marítim central."
Variety va escriure: "Convertint una tragèdia del tràfic d'éssers humans de la vida real en un comentari sobre la desigualtat social i el cost de la supervivència, Haemoo dramatitza una dura prova nàutica plena de tensió. Produït i coescrit per l'autor coreà reconegut internacionalment Bong Joon-ho (Trencaneu, L'hoste), aquest debut a la direcció del guionista. Shim Sung-bo es fa ressò de la visió cínica de la naturalesa humana de Bong, però els personatges no tenen dimensionalitat i profunditat psicològica."

## Estrena internacional
Es va estrenar internacionalment com a Sea Fogal Festival Internacional de Cinema de Toronto de 2014. També es va convidar als següents:
- Festival Internacional de Cinema de Vancouver 2014
- Festival Internacional de Cinema de Sant Sebastià 2014
- Taoyuan Festival Internacional de Cinema de 2014
- Festival Internacional de Cinema de Busan 2014
- Fantastic Fest del 2014
- 2014 Festival du Film Coreen de París
- Festival Internacional de Cinema de Hawaii 2014
- Festival de Cinema Asiàtic de Hong Kong 2014
- Festival Internacional de Cinema d'Estocolm 2014
- Festival de cinema coreà de Londres 2014
- Festival American Film Institute 2014
- Festival Filipines Cine One Originals 2014 sota la categoria Asian Gem
- Festival Internacional de Cinema de Mar del Plata 2014
- 2014 Madrid Premiere Week
- 2014 Festival de Cinema Nits Negres de Tallinn
- Festival Internacional de Cinema de Marràqueix 2014
- Festival Filmasia 2014 a Praga
- Festival Internacional de Cinema de Dubai 2014
- Festival Internacional de Cinema de Palm Springs 2015
- Fantasporto Festival Internacional de Cinema d'Oporto 2015
- Festival Internacional de Cinema de Santa Bàrbara 2015
- Celebració anual de la ciutat de Waimea 2015
- New Directors/New Films Festival de 2015 a la Nova York
- Festival de cinema de Corea de Florència 2015 a Itàlia
- Festival Internacional de Cinema Fantàstic de Brussel·les del 2015
- Festival Internacional de Thriller de Beaune 2015
- 2015 Art Film Festival a Eslovàquia

Els drets de la pel·lícula també es van vendre prèviament al Cannes Film Market a Taiwan, Hong Kong, Singapur, Japó i França. El seu llançament japonès estava programat per a principis de 2015, mentre que Taiwan i Singapur van estrenar la pel·lícula a finals de 2014.

## Premis i nominacions
| Any  | Premi                                                      | Categoria                                      | Receptor                   | Resultat  |
| ---- | ---------------------------------------------------------- | ---------------------------------------------- | -------------------------- | --------- |
| 2014 | 34è Festival Internacional de Cinema de Hawaii             | Golden Orchid a la millor pel·lícula narrativa | Sea Fog                    | Guanyador |
| 2014 | 34ns Premis de l'Associació Coreana de Crítics de Cinema   | Millor actor novell                            | Park Yoochun               | Guanyador |
| 2014 | 51ns Grand Bell Awards                                     | Millor actriu secundària                       | Han Ye-ri                  | Nominat   |
| 2014 | 51ns Grand Bell Awards                                     | Millor director novell                         | Shim Sung-bo               | Nominat   |
| 2014 | 51ns Grand Bell Awards                                     | Millor actor novell                            | Park Yoochun               | Guanyador |
| 2014 | 51ns Grand Bell Awards                                     | Millor fotografia                              | Hong Kyung-pyo             | Nominat   |
| 2014 | 51ns Grand Bell Awards                                     | Millor il·luminació                            | Kim Chang-ho               | Nominat   |
| 2014 | 15´ns Busan Film Critics Awards                            | Millor director novell                         | Shim Sung-bo               | Guanyador |
| 2014 | 15´ns Busan Film Critics Awards                            | Millor actor novell                            | Park Yoochun               | Guanyador |
| 2014 | 4th SACF Beautiful Artists Awards                          | Millor actor novell                            | Park Yoochun               | Guanyador |
| 2014 | 35th Blue Dragon Film Awards                               | Millor actriu secundària                       | Han Ye-ri                  | Nominat   |
| 2014 | 35th Blue Dragon Film Awards                               | Millor director novell                         | Shim Sung-bo               | Nominat   |
| 2014 | 35th Blue Dragon Film Awards                               | Millor actor novell                            | Park Yoochun               | Guanyador |
| 2014 | 35th Blue Dragon Film Awards                               | Millor guió                                    | Shim Sung-bo, Bong Joon-ho | Nominat   |
| 2014 | 35th Blue Dragon Film Awards                               | Millor fotografia                              | Hong Kyung-pyo             | Nominat   |
| 2014 | 35th Blue Dragon Film Awards                               | Millor il·luminació                            | Kim Chang-ho               | Nominat   |
| 2014 | 35th Blue Dragon Film Awards                               | Millor direcció artística                      | Lee Ha-jun                 | Guanyador |
| 2014 | Star Night Showbiz Awards (Korea Film Actor's Association) | Premi a l'estrella popular                     | Park Yoochun               | Guanyador |
| 2014 | 1r Korean Film Producers Association Awards                | Millor fotografia                              | Hong Kyung-pyo             | Guanyador |
| 2015 | 6th KOFRA Film Awards                                      | Millor actor novell                            | Park Yoochun               | Guanyador |
| 2015 | 10ns Max Movie Awards                                      | Millor actor                                   | Park Yoochun               | Nominat   |
| 2015 | 10ns Max Movie Awards                                      | Millor actriu secundària                       | Han Ye-ri                  | Nominat   |
| 2015 | 10ns Max Movie Awards                                      | Millor actor novell                            | Park Yoochun               | Guanyador |
| 2015 | 10ns Max Movie Awards                                      | Millor tràiler                                 | Sea Fog                    | Guanyador |
| 2015 | 10ns Max Movie Awards                                      | Millor pòster                                  | Sea Fog                    | Nominat   |
| 2015 | 20th Chunsa Film Art Awards                                | Millor actriu secundària                       | Han Ye-ri                  | Nominat   |
| 2015 | 20th Chunsa Film Art Awards                                | Premi tècnic                                   |                            | Nominat   |
| 2015 | 9ns Asian Film Awards                                      | Millor actriu secundària                       | Han Ye-ri                  | Nominat   |
| 2015 | 51ns Baeksang Arts Awards                                  | Millor actriu secundària                       | Han Ye-ri                  | Nominat   |
| 2015 | 51ns Baeksang Arts Awards                                  | Millor actor novell                            | Park Yoochun               | Guanyador |
| 2015 | 51ns Baeksang Arts Awards                                  | Millor guió                                    | Shim Sung-bo, Bong Joon-ho | Nominat   |
| 2015 | 24ns Buil Film Awards                                      | Millor actriu secundària                       | Han Ye-ri                  | Nominat   |
| 2015 | 24ns Buil Film Awards                                      | Millor actor novell                            | Park Yoochun               | Nominat   |
| 2015 | 24ns Buil Film Awards                                      | Millor fotografia                              | Hong Kyung-pyo             | Guanyador |
| 2015 | 24ns Buil Film Awards                                      | Millor direcció artística                      | Lee Ha-jun                 | Nominat   |